# Middle Island (Warrnambool)
Pour les articles homonymes, voir Middle Island.
Middle Island est une petite île rocheuse située près des côtes du sud-ouest de l'état de Victoria, en Australie, dans la baie Stingray, à côté de la ville de Warrnambool. Il s'agit d'une réserve faunique qui abrite des colonies reproductrices (en) de petits manchots d'Australie (Eudyptula novaehollandiae (en)) et de puffins à queue courte (Ardenna tenuirostris). L'accès au grand public est interdit en raison de la faible population de manchos.

## Projet Maremme
En raison de sa proximité avec la côte, l'île est accessible à marée basse aux prédateurs tels que renards (Vulpes vulpes) et chiens errants. En conséquence, la colonie de manchots a diminué jusqu’à un minimum de dix couples reproducteurs en 2005. En 2006, afin de protéger les oiseaux des renards, des chiens de berger de Maremme sont formés pour protéger les manchots et dissuader les renards. Les chiens, qui travaillent en couple, passent cinq ou six jours par semaine sur l'île d'octobre à mars, pendant la saison de reproduction des oiseaux. Depuis lors, la population de manchots a augmenté et a atteint près de deux cents en 2016,,,. En 2017, les marées hautes et le mauvais temps empêche l'arrivée des chiens sur l'île et 140 manchots sont tués par les renards,. Les chiffres ont depuis remonté.
Le projet a inspiré un effort similaire pour protéger les bandicoots rayés de l'Est récemment relâchés au zoo de Werribee (en).

## Culture
Le projet de préservation des manchots a inspiré le film Oddball (2015),,.